# Radebeul-Weintraube
Radebeul-Weintraube – przystanek kolejowy w Radebeul, w kraju związkowym Saksonia, w Niemczech. Znajduje się tu 1 perony.